# Porqueres
Porqueres (em catalão e oficialmente) ou Porqueras (em castelhano) é um município da Espanha na comarca de Pla de l'Estany, província de Girona, comunidade autónoma da Catalunha. Tem 33,6 km² de área e em 2021 tinha 4 701 habitantes (densidade: 139,9 hab./km²).

## Demografia
| Variação demográfica do município entre 1991 e 2004[carece de fontes?] | Variação demográfica do município entre 1991 e 2004[carece de fontes?] | Variação demográfica do município entre 1991 e 2004[carece de fontes?] | Variação demográfica do município entre 1991 e 2004[carece de fontes?] |
| ---------------------------------------------------------------------- | ---------------------------------------------------------------------- | ---------------------------------------------------------------------- | ---------------------------------------------------------------------- |
| 1991                                                                   | 1996                                                                   | 2001                                                                   | 2004                                                                   |
| 3073                                                                   | 3279                                                                   | 3675                                                                   | 3919                                                                   |